# Роберт II де Дрё
Роберт II де Дрё (фр. Robert II de Dreux; ок. 1154 — 28 декабря 1218) — граф Дрё, Бри и Брены, сын Роберта I де Дрё и Агнессы де Бодман, дамы де Брен. Французский феодальный сеньор и полководец из династии Капетингов.
Участвовал в третьем крестовом походе, в том числе в битве при Арзуре и осаде Акры.
Вернувшись во Францию, в 1195—1198 годах участвовал в войне с англичанами, в 1210 году — крестовом походе против альбигойцев.
Помогал брату — Филиппу де Дрё, епископу Бове, в борьбе с графом Булонским. В битве при Бувине (1214 год) командовал левым крылом армии короля Филиппа Августа.

## Семья и дети
Первым браком Роберт II был женат (1177 год) на Маго Бургундской (1150—1192), дочери Раймонда Бургундского, графа де Гриньон, и Агнессы де Монпансье. В 1181 году развелись, брак бездетный.
Второй раз Роберт II женился (в 1184 году) на Иоланде де Куси (1164—1222), дочери Рауля де Куси и Агнессы де Эно. Дети:
- Роберт III Гастебле (1185—1234) — граф де Дрё
- Элеонора (1186—1248), жена сначала Юга III де Шато-ан-Тимере (ум. 1229), затем Роберта де Сен-Клер
- Пьер Моклерк (ок.1187 −1250) — герцог Бретани
- Изабелла (1188—1242), жена Жана II де Пьерпон, графа де Руси (1205—1251)
- Алиса (1189—1258) — жена Гоше IV де Макон, синьора де Сален (ум.1219), затем (с 1221) Рено III де Шуазель (1195—1239)
- Филиппа (1192—1242), с 1219 жена Анри де Бар (1190—1239)
- Анри де Дрё (1193—1240), архиепископ Реймса
- Агнесса (1195—1258), муж — Этьен III Бургундский, граф Оксона (ум. 1241)
- Иоланда (1196—1239), муж — Рауль II де Лузиньян, граф Э
- Жан де Дрё (1198—1239), граф де Макон и де Вьен
- Жанна (1199—1272), монахиня, аббатиса в Фонтевро
- Жоффруа (1200—1219).